# Telsen
Telsen ist die Hauptstadt des gleichnamigen Departamento Telsen in der Provinz Chubut im südlichen Argentinien. Die Entfernung bis zur Provinzhauptstadt Rawson beträgt 176 Kilometer.

## Geografie und Klima
Telsen liegt am südlichen Rand der Meseta de Somuncurá. Diese Zone hat ein mildes Mikroklima mit Thermalwasserquellen und einer Vegetation, die ihr den Charakter einer Oase verleihen. Während der ersten Hälfte des 20. Jahrhunderts gab es Weinfelder, die Telsen für seine regionalen Weine berühmt machten. Der Weinanbau wurde aber nicht fortgeführt.

## Geschichte
Telsen wurde am 9. Dezember 1898 von John Marley gegründet.